# Zapora Mratinje

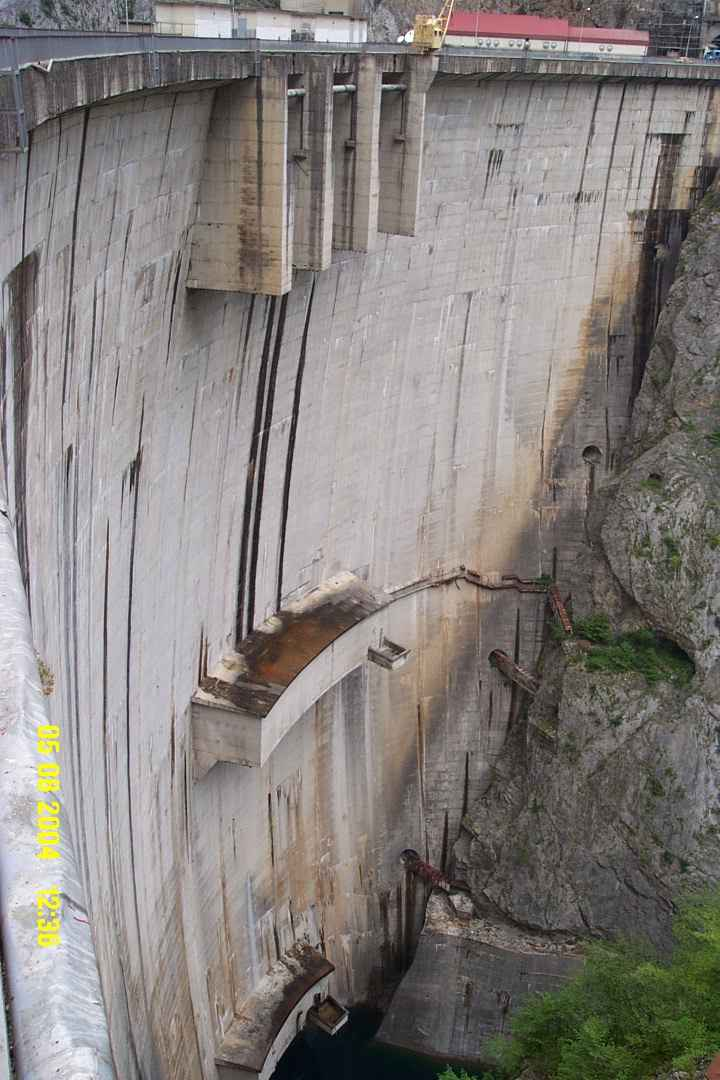
Zapora nad rzeką Piva, rok 2004

Zapora wodna Mratinje – betonowa zapora na rzece Pivie w Czarnogórze.
Budowana w latach 1971–1975 według projektu firmy Energoprojekt. Jej budowa spowodowała zalanie kanionu Pivy i utworzenie jeziora Piva, o powierzchni 12,5 km2 i objętości 880 mln m3, co czyni jezioro drugim pod względem wielkości w Czarnogórze. Ponieważ zalanie kanionu spowodowałoby zniszczenie XVI-wiecznego klasztoru, klasztor został rozmontowany i złożony w oryginalnej formie 3,5 km od swojego pierwotnego położenia. 
Zapora ma 220 metrów wysokości. Długość u podstawy wynosi 30 metrów, a grubość 36 metrów. Korona zapory ma 268 metrów długości i 4,51 metra grubości. Fundamenty sięgają 38 metrów pod poziom gruntu, gdzie mają grubość 45 metrów. Do budowy zapory zużyto 820 000 m3 betonu i 5000 ton stali.
Zapora jest wykorzystywana przez elektrownię wodną Mratinje o trzech turbinach i generatorach wytwarzających po 120 MW energii elektrycznej (860 GWh rocznie).